# میشیما: یک زندگی در چهار بخش
میشیما: یک زندگی در چهار بخش (به انگلیسی: Mishima: A Life in Four Chapters) یک فیلم درام و زندگی نامه ای به کارگردانی پل شریدر و نویسندگی پل شریدر و دو برادرش لئونارد و چیکو شریدر محصول سال ۱۹۸۵ آمریکا است.
تهیه‌کنندگی اجرایی این فیلم به عهدهٔ فرانسیس فورد کوپولا و جورج لوکاس بود.

## داستان
فیلم در چهار قسمت زندگی نویسنده مشهور قرن بیستم ژاپن یوکیو میشیما (کن اوگاتا) را به تصویر می‌کشد. سه قسمت ابتدایی فیلم وقایع موازی زندگی او با کتابهایش و قسمت چهارم روز ۲۵ نوامبر سال ۱۹۷۰ را نشان می‌دهد…

## بازخورد
راجر ایبرت منتقد مشهور سینما این فیلم را در لیست بهترین فیلم‌هایش قرار داد و دربارهٔ آن نوشت: پیروزی نگارش فشرده و ساخت و ساز به همراه ساختار نا متعارف فیلم، منطق آشکار خود را با وضوح کامل گستراند.
مارتین اسکورسیزی کارگردان بزرگ سینما از این فیلم به عنوان یک شاهکار بیاد ماندنی یاد کرد.

## جوایز
فیلم در جشنواره فیلم کن ۱۹۸۵ برنده جایزهٔ بهترین دستاورد هنری فیلم برداری توسط جان بیلی و طراحی صحنه توسط ایکو ایشیوکا و موسیقی متن توسط فیلیپ گلس شد.

## بازیگران
- کن اوگاتا در نقش یوکیو میشیما
- ماسایاکی شیونوا در نقش ماریتا
- کنجی سوادا در نقش اوسامو
- جون نگامی در نقش کوراهارا
- روی شایدر در مقام راوی